# Плоское (Кировоградская область)
Плоское (укр. Плоске) — село в Дмитровской сельской общине Кропивницкого района Кировоградской области Украины.
Население по переписи 2001 года составляло 371 человек. Почтовый индекс — 27426. Телефонный код — 5233. Занимает площадь 2,96 км². Код КОАТУУ — 3522281506.

## История села
Первые упоминания о селе появляются в 1730-1731 г.г. В 1772 году здесь поселились семьи раскольников, депортированные из Молдавии графом Румянцевым. По сохранившимся рассказам очевидцев, Плоское было духовным центром на Южной Украине для беспоповцев, и даже получило название Нового Иерусалима.
До 2020 года село входило в Знаменский район